# Siline

Strukturformel des ersten stabilen Silins

Siline sind eine Stoffgruppe aus der siliciumorganischen Chemie. Die chemischen Verbindungen besitzen eine Kohlenstoff-Silicium-Dreifachbindung und entsprechen damit Alkinen, bei denen ein Kohlenstoff- durch ein Siliciumatom ausgetauscht ist. Strukturell verwandt sind die Disiline, bei denen eine Silicium-Silicium-Dreifachbindung vorliegt. Auf Grund ihrer Instabilität und sehr hohen Reaktivität sind sie nur sehr schwierig experimentell zugänglich.

## Geschichte
Nach der Synthese von Silenen, Disilenen und Disilinen wurde auch versucht, stabile Siline darzustellen. In theoretischen Dichtefunktionaltheorie-Berechnungen wurde gezeigt, dass diese nur unter ganz speziellen Bedingungen mit sehr großen und elektronegativen Substituenten stabil sein sollten. Die erste Synthese eines stabilen Silins gelang schließlich 2010 in Form eines C-Phosphino-Si-Aminosilins. Zudem wurde eine ähnliche, stabilere Verbindung mit einem Phosphinium-Ion anstatt der Phosphin-Gruppe dargestellt.

## Bindung

Phosphonium-stabilisiertes Silin

Die gemessene Bindungslänge der Silicium-Kohlenstoff-Bindung im Silin beträgt 167 bzw. 163 pm. Dies ist kürzer als die Bindungslänge in einem Silen mit etwa 170 pm und die bislang kürzeste bekannte Silicium-Kohlenstoff-Bindung. Allerdings deuten die Bindungsverhältnisse darauf hin, dass auch das Phosphor-Atom stark an der Bindung beteiligt ist und eher eine 4-Elektronen-3-Zentren-Bindung vorliegt. Insbesondere beim neutralen Silin ist die Carben-Grenzstruktur wichtig und bedingt eine nahezu lineare Anordnung der drei Atome. Dagegen dominiert beim Phosphonium-Silin die Dreifachbindung, das Silicium-Kohlenstoff-Phosphor-Strukturfragment ist deutlich geknickt.

## Gewinnung und Darstellung
Die Darstellung des neutralen Silins gelang durch photolytische Eliminierung von Stickstoff aus einem Phosphin(silyl)diazomethan bei tiefen Temperaturen.

Die zweite Synthese eines Silins gelang durch Reaktion eines Phosphor-Schwefel-bis-Ylides mit einem durch ein Chlorosilylen stabilisierten Silyliumylid.

## Eigenschaften
Siline sind im Allgemeinen sehr instabil aufgrund zweier bevorzugter Reaktionen, der Isomerisierung und Dimerisierung. Bei der Isomerisierung erfolgt eine 1,2-Umlagerung zu einem Silyliden, einer Verbindung mit Kohlenstoff-Silylen-Doppelbindung. Zudem dimerisieren die meisten Siline exotherm zu einem 1,3-Disilacyclobutadien.
Das Phosphonium-stabilisierte Silin war stabil genug, so dass einige Folgereaktionen untersucht werden konnten. So reagiert es mit Wasser mit einer 1,2-Addition zum 1-Silaenol, mit Kohlenstoffmonoxid bildet sich ein Keten. Das Silin und Benzaldehyd reagieren in einer [2+2]-Cycloaddition zu einem Vierring, der dann langsam zu einem Alken, an den Silanon- und Phosphonium-Substituenten gebunden sind, isomerisiert.